# Stopplaats Seppe
Stopplaats Seppe is een voormalige stopplaats aan de spoorlijn Roosendaal - Breda. Het station van Seppe was in gebruik van 1875 tot 15 mei 1938 en van 1 mei tot 25 september 1940. Het stationsgebouw uit 1884 bestaat nog steeds.